# Dieter Thomas Kuhn
Dieter Thomas Kuhn, de son vrai nom Thomas Kuhn, né le 7 janvier 1965 à Tübingen, est un chanteur allemand.

## Biographie
Kuhn et son groupe Kapelle commencent en 1994 avec des reprises de schlager des années 1970. Il joue dans de petits clubs. Dieter Thomas Kuhn & Band contribuent à la renaissance du schlager allemand dans les années 1990. En 1995, il est avec Esther Schweins à l'affiche du film Der Trip – Die nackte Gitarre 0,5, une satire parodique du mouvement hippie et des années 1970 ; le film est un bide. Le 1er octobre 1999, Kuhn donne un concert d'adieu à la Schleyerhalle de Stuttgart pour ensuite se réorienter musicalement.
Cependant, les tentatives dans la pop (Kuhn Null/Eins) échouent ainsi que le projet commencé en 2002 d'adaptation de L'Opéra de quat'sous, qui est arrêté par Suhrkamp Verlag, car elle n'était pas fidèle à l'œuvre.
Le 9 décembre 2004, Kuhn fait son retour au Markthalle Hamburg avec son ancien répertoire schlager puis une tournée de sept concerts jusqu'à la fin de l'été 2005. Ceux-ci sont généralement complets en quelques heures.
Le 8 juillet 2006, il chante au moment du match pour la troisième place de la Coupe du monde de football de 2006 devant les 80 000 spectateurs de la Schloßplatz de Stuttgart. De même, Kuhn célèbre le 27 mai 2007 la victoire au championnat du VfB Stuttgart au Cannstatter Wasen.
Après la fin de son contrat avec sa maison de disques de longue date (WEA, Warner Music), Dieter Thomas Kuhn & Band sort son premier album sur son propre label, VEP-Vaddis, en juin 2007, pour le début de la tournée.
Le 8 avril 2009, il entame une tournée en Autriche, en Allemagne et en Suisse. Le 4 décembre 2009, un DVD live est publié, comprenant un enregistrement du concert en 2009 à la Waldbühne de Berlin et d'autres moment du Schalala-Tour en 2009.
En avril 2010, Kuhn devient le sponsor du club de football local, le TSG Tübingen. Avec l'équipe, il réalise le clip de la reprise de Gute Freunde kann niemand trennen de l'ancien footballeur Franz Beckenbauer.

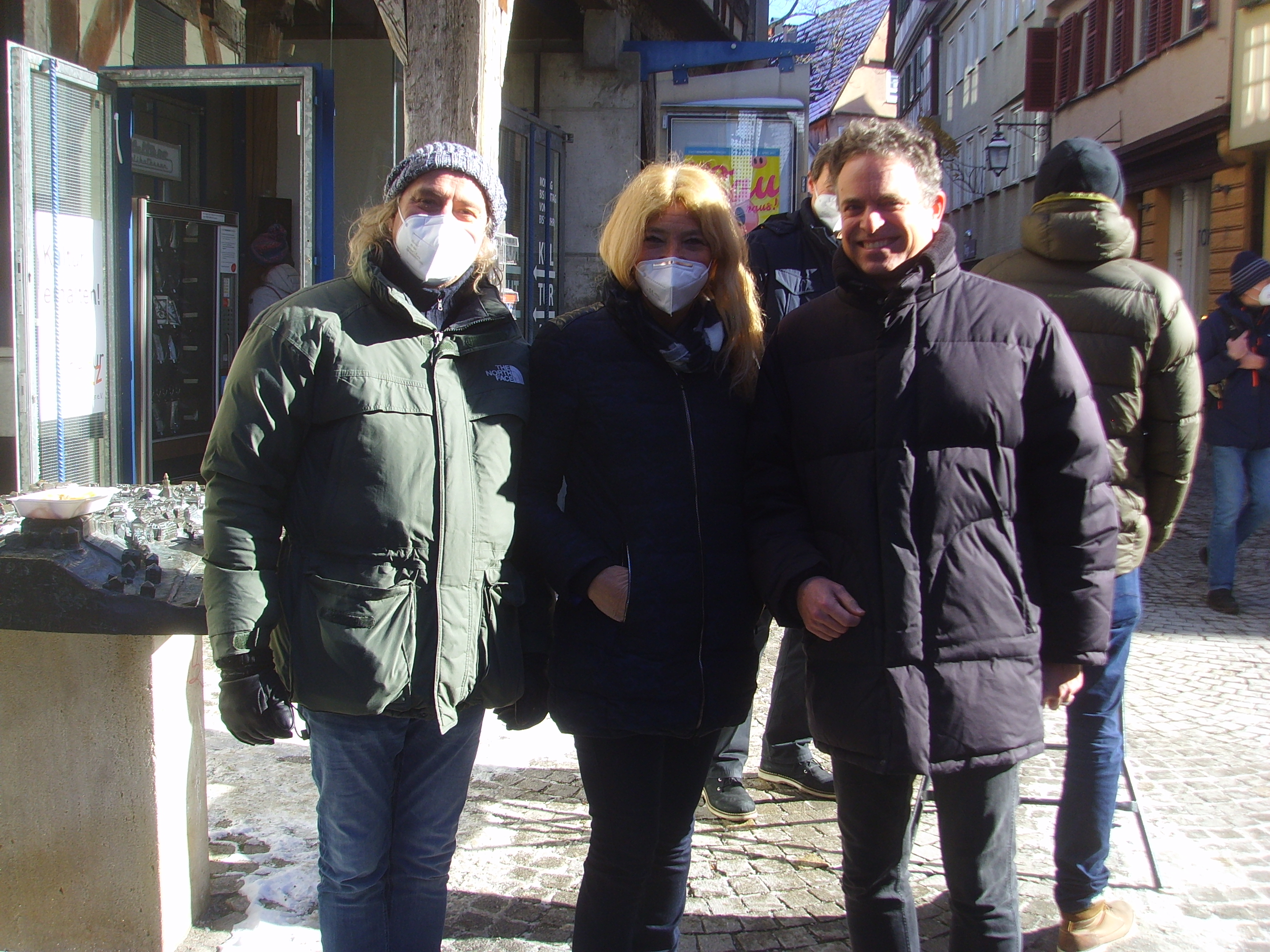
Schlager-Star Dieter Thomas Kuhn, Doctor Lisa Federle, CureVac-Founder Ingmar Hoerr

## Diskographie
Albums
- Lieder meines Lebens, 1994 (Dieter Thomas Kuhn & Band)
- Mein Leben für die Musik, 1995 (Dieter Thomas Kuhn & Band)
- Gold, 1997 (Dieter Thomas Kuhn & Band)
- Wer Liebe Sucht, 1998 (Dieter Thomas Kuhn & Band)
- Leidenschaft, Lust & Liebe, 1999 (Dieter Thomas Kuhn & Band)
- Kuhn Null/Eins, 2001 (Kuhn)
- Lieblingsweihnachtslieder, 2004 (Dieter Thomas Kuhn)
- Einmal um die ganze Welt, 2006 (Dieter Thomas Kuhn & Band)
- Musik ist Trumpf, 2007 (Dieter Thomas Kuhn & Band)
- Schalala, 12 juin 2009 (Dieter Thomas Kuhn & Band)
- Hier ist das Leben, 29 juin. Juni 2012 (Dieter Thomas Kuhn & Band)
- Im Auftrag der Liebe (double CD live), 11 décembre 2015 (Dieter Thomas Kuhn & Band)

LP
- Hier ist das Leben, 29 juin 2012 (Dieter Thomas Kuhn & Band)

Singles
- Es war Sommer, 2 juin 1995
- Eine neue Liebe ist wie ein neues Leben, 5 janvier 1996
- Über den Wolken, 31 janvier 1997
- Ich sprenge alle Ketten, 29 septembre 1997
- Sag mir Quando, 20 juillet 1998
- Willst Du mit mir gehn, 15 mars 1999
- Der Tag (KUHN Null/Eins), 10 septembre 2001
- Hey! Amigo Charly Brown, 28 décembre 2007
- Night Fever, 8 juin 2012

## Filmographie
- 1995 : Georgia
- 1996 : Der Trip – Die nackte Gitarre 0,5

## Source de la traduction
- (de) Cet article est partiellement ou en totalité issu de l’article de Wikipédia en allemand intitulé « Dieter Thomas Kuhn » (voir la liste des auteurs).